# Nová Telib
Nová Telib település Csehországban, a Mladá Boleslav-i járásban. Nová Telib Březno, Lhotky, Semčice és Žerčice településekkel határos. Lakosainak száma 319 fő (2024. január 1.).

## Népesség
A település lakosságának változását az alábbi diagram mutatja:
| Lakosok száma | 298  | 292  | 273  | 190  | 170  | 231  | 247  | 270  | 292  | 319  |
|               | 1869 | 1900 | 1921 | 1961 | 1980 | 2011 | 2016 | 2019 | 2021 | 2024 |